# D-阿拉伯糖1-脱氢酶 (NAD+)
D-阿拉伯糖1-脱氢酶 (NAD+)（EC 1.1.1.116（页面存档备份，存于）），是一种以NAD+或NADP+为受体、作用于供体CH-OH基团上的氧化还原酶。这种酶能催化以下酶促反应：
D-阿拉伯糖 + NAD+ {\displaystyle \rightleftharpoons } D-阿拉伯糖-1,4-内酯 + NADH + H+